# Clifford Truesdell
Clifford Ambrose Truesdell III (Los Angeles, 18 de fevereiro de 1919 — Baltimore, 14 de janeiro de 2000) foi um matemático estadunidense.
Foi professor de mecânica racional na Universidade Johns Hopkins, de 1961 até seu falecimento. Foi orientador de Walter Noll.
Truesdell foi fundador e editor das publicações Archive for Rational Mechanics and Analysis e Archive for the History of Exact Sciences.

## Distinções
- Medalha Euler of the USSR Academy of Sciences, 1958 and 1983.
- Medalha Bingham, 1963
- Prêmio George David Birkhoff da American Mathematical Society
- Medalha Theodore von Karman, 1996

## Publicações selecionadas
- An Idiot's Fugitive Essays on Science, Springer-Verlag, 1984.
- A First Course in Rational Continuum Mechanics, Academic Press
- The Kinematics of Vorticity, 1954
- Rational Thermodynamics, McGraw-Hill
- The Elements of Continuum Mechanics, Springer-Verlag
- The Tragicomical History of Thermodynamics, 1822-1854. ISBN 0387904034. Here is a review by Stuart Antman.
- Great Scientists of Old As Heretics in "the Scientific Method". ISBN 0813911346.
- "Classical Field Theories of Mechanics", with Toupin, volume III/1 of Handbuch der Physik edited by Siegfried Flügge
- "Non-linear Field Theories of Mechanics", with Walter Noll, volume III/3 of Handbuch der Physik edited by Siegfried Flügge